# Škoda 42 cm Vz. 1914
Lo Škoda 42 cm Vz. 1914 era un obice pesante da costa e d'assedio realizzato in Austria-Ungheria dalla Škoda nel 1914 e impiegato durante la prima guerra mondiale.

## Storia

### Sviluppo
L'obice nasce nel 1914 per fornire all'artiglieria costiera delle basi navali austro-ungariche sul Mare Adriatico un'arma capace di contrastare le moderne dreadnought penetrandone, con un angolo di tiro indiretto, la parte meno protetta dalle corazzature, ovvero il ponte; l'obice infatti risultava più economico dei potenti cannoni necessari per perforare con il tiro diretto le spesse corazze delle murate e delle torrette e inoltre, grazie al tiro parabolico, poteva essere occultato e protetto dietro a colline e ostacoli naturali, risparmiando quindi costose installazioni corazzate. Questo obice fu infatti ufficialmente designato 42 cm L/15 Küstenhaubitze M 14, ovvero "obice da costa da 42 cm L/15 M14".

### Impiego operativo

Torretta del Küstenhaubitze M 14

Dei due esemplari che dovevano difendere la base della k.u.k. Kriegsmarine di Pola, solo uno fu effettivamente installato in torretta corazzata, mentre il secondo, essendo Pola minacciata dallo scoppio della guerra con l'Italia e ritenendo meno pressante il pericolo dal mare rispetto al fronte terrestre, fu modificato dalla Škoda per il trasporto nel gennaio 1915, ottenendo il 42 cm Haubitze M. 14: questa versione, riconoscibile perché la canna conservava parte dello scudo di torretta, aveva una mobilità molto ridotta e richiedeva un'installazione molto complessa. Il 14 dello stesso mese comunque, uno di questi M 14, il n. 2, sparò il suo primo colpo contro la stazione di Tarnów, in Polonia; l'anno successivo, durante la offensiva austro-ungarica di maggio, formò la batteria numero 3 dell'artiglieria pesante a lunga gittata, affiancando uno degli obici Škoda 38 cm Vz. 1916 ("Gudrun") a Volano nel bombardamento dell'altopiano dei Sette Comuni. Un secondo M 14, da Malga Laghetto di Lavarone e da Casotto nella Valle dell'Astico, appoggiava il "Barbara" nel bombardamento del Forte Verena.
Fotografie conservate presso la Biblioteca nazionale austriaca documentano che nell'agosto 1916 la "Batteria 3" fu spostata nel settore di Mauthen-Kotschach, dove aprì il fuoco il 21 agosto 1916 contro Timau e le retrovie italiane nel settore di Passo di Monte Croce Carnico; nello stesso mese un secondo M14 in torre corazzata fu messo in batteria a Malborghetto in Val Fella con obiettivo le retrovie italiane di Dogna e direzione del tiro affidata a osservatori in volo su ricognitore munito di ricetrasmittente; una delle fotografie documenta i danni alla corazzatura da tiro di controbatteria subiti mentre il pezzo era schierato in Val Lagarina. Nel 1916, per ovviare alla bassa mobilità del pezzo, fu messa in produzione una nuova versione di affusto, che rendeva il pezzo trasportabile previa scomposizione in sei sezioni trainate da autocarri; questa versione fu chiamata 42 cm Autohaubitze M 16 e ne derivò una variante alleggerita detta 42 cm Autohaubitze M 17, trasportabile in sole quattro sezioni. In totale furono prodotti 8 obici: un Küstenhaubitze M 14, due Haubitze M 14, quattro Autohaubitze M 16 e un Autohaubitze M 17. Quest'ultimo non fu in realtà mai adoperato durante le ostilità e fu catturato dalla Germania nazista quando occupò la Cecoslovacchia nel 1938-39: i tedeschi lo ridenominarono 42 cm Haubitze (t), lo impiegarono prima nel 1940 contro l'Opera Schoenenbourg della Linea Maginot, poi nel 1942 in Crimea, nell'assedio di Sebastopoli.
Nel 1918, alla fine della guerra, 7 obici furono consegnati come risarcimento di guerra al Regno d'Italia, dove il pezzo fu denominato "Obice da 420/12". Quattro furono assegnati a quattro diverse batterie dell'artiglieria della Guardia alla frontiera. In particolare l'obice equipaggiava la 260ª Batteria a Tenda, la 263ª Batteria del LXXV Gruppo/23º Raggruppamento artiglieria GAF a Bar Cenisio, nel settore del Moncenisio, la 261ª e 262ª Batteria del LXXXV Gruppo/8º Raggruppamento artiglieria GAF a Cesana Torinese e Claviere, in Val di Susa. Altri due pezzi erano presso l'Arsenale Regio Esercito di Piacenza ed un settimo era fuori uso. Le batterie non entrarono in funzione durante la battaglia delle Alpi Occidentali per mancanza di munizionamento, che arrivò a scontri terminati, mentre i pezzi della 261ª e 262ª Batteria, catturati dalla Wehrmacht dopo l'armistizio di Cassibile, aprirono il fuoco su Briançon nell'inverno 1944-1945.
Un M 16 è conservato nel Museo Nazionale Militare di Bucarest.

## Tecnica
- granata a bocchino posteriore da 420 lunga: di acciaio, carica di toluoammonal, peso kg 1.000.
- granata a bocchino posteriore da 420 corta: di acciaio, carica di toluoammonal, peso kg 800.

### M 14 da costa e M 14 d'assedio
La canna, lunga 6,29 m e pesante 26.000 kg ha rigatura destrorsa ad 84 risalti, con otturatore a cuneo orizzontale. Essa è inserita nella culla a manicotto, con il freno di sparo idropneumatico applicato alla parte inferiore. Nel Küstenhaubitze M 14 la culla è inserita nella torretta corazzata, con lo scudo della cannoniera fissato alla canna. Nella versione mobile, d'assedio, dell'obice M. 14, la culla viene incavalcata su un affusto applicato ad una piattaforma rotante, con protezione laterale blindata. La piattaforma necessita di una base di calcestruzzo o di un paiolo di travi di legno sul quale brandeggia a 360°. Il caricamento avviene tramite una cucchiaia con calcatoio meccanico azionato a manovelle per l'inserimento del colpo nella culatta.

### M 16

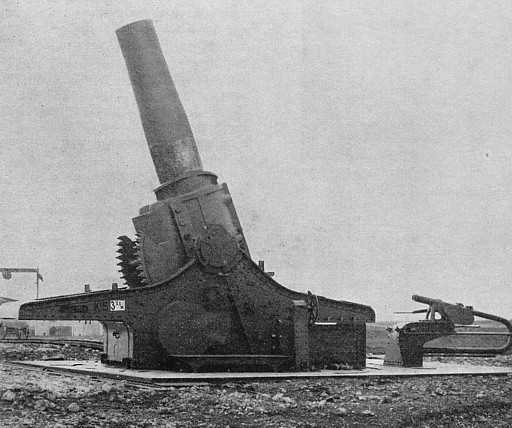
Un 42 cm Autohaubitze M 16

Viste le grandi difficoltà di trasporto di un complesso originariamente destinato alla posa statica, nel 1916 il pezzo fu profondamente modificato per il traino. Mantenendo inalterata la canna, la culla ed il sistema di caricamento, fu introdotto un affusto simile a quello dell'obice Škoda 38 cm Vz. 1916, a cassa, inchiavardato ad un tamburo, rotante su una corona circolare posta sul fondo del cassone di lamiera, che viene completamente interrato al momento della messa in batteria. Le munizioni, pesanti fino a 1.000 kg, vengono trasportate dall'apposita vettura e caricate tramite paranchi su un vagoncino, che trasporta il colpo fino alla culatta tramite una decauville.
Il traino avviene su sei vetture:
- vettura obice: per il trasporto della canna, pesante 41.600 kg;
- vettura affusto: per il trasporto dell'affusto, pesante 39.200 kg;
- due vetture mezzo cassone: ognuna per una metà del cassone di lamiera, ognuna pesante 35.600 kg;
- due vetture mezza piattaforma: ognuna per una metà della piattaforma di tiro, ognuna pesante 15.000 kg.

Le prime quattro vetture erano montate su due carrelli, ognuno dei quali munito di due coppie di ruote ferroviarie da 720 mm di diametro: su ogni mozzo erano inseribili delle ruote da strada da 1030 mm. Su ciascuna delle quattro sale di ogni vettura si trovavano due motori elettrici, uno per ruota. Il treno di traino, formato dalle quattro vetture, era trainato dall'Artillerie-Generatorauto M.16, un trattore d'artiglieria progettato da Ferdinand Porsche e prodotto dalla Austro-Daimler; questo, come le vetture, poteva montare sia ruote ferroviarie che ruote stradali e aveva la particolarità di essere motorizzato con un generatore a benzina che alimentava i due motori elettrici e, tramite cablature, i motori elettrici posti sulle otto ruote di ciascuna vettura. Le due vetture per la piattaforma erano trainate da normali trattrici a benzina.

### M 17

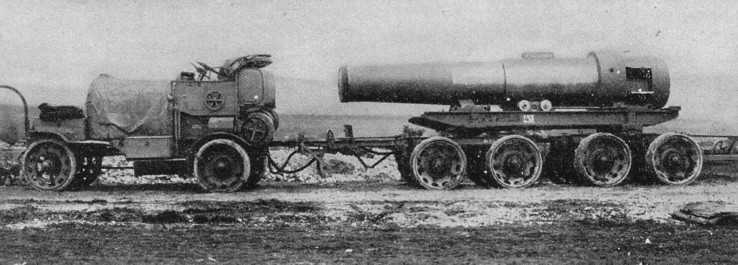
Vettura obice trainata da un Artillerie-Generatorauto M.16

Un'ulteriore riduzione del peso del complesso ed altre modifiche di dettaglio portarono al modello M 17, in modo da ridurre a quattro i carichi dell'obice scomposto. potrebbe ridursi alla fine a quattro. Da questo modello anche quattro ordini, con però, c'era solo una cosa da usare. Il traino avviene su quattro vetture:
- vettura obice: per il trasporto della canna, pesante 41.600 kg;
- vettura affusto: per il trasporto dell'affusto, pesante 39.200 kg;
- due vetture mezzo cassone con mezza piattaforma: ognuna pesante 40.600 kg;

Le quattro vetture, montate sugli stessi carrelli a servomotori elettrici del M 16 (e dell'Škoda 38 cm Vz. 1916), sono tutte trainate da un carro-generatore Generatorzugwagen M.16.